# Alejandro Villanueva (giocatore di football americano)
Alejandro Villanueva Martín (Meridian, 11 gennaio 1990) è un militare ed ex giocatore di football americano statunitense che ha militato nel ruolo di offensive guard nella National Football League (NFL).

## Carriera
Villanueva è stato un Capitano nell'Esercito degli Stati Uniti, dove ha servito nei Ranger, venendo decorato con la Stella di Bronzo. Al college giocò a football in tre ruoli, tackle, defensive end e wide receiver, con gli Army Black Knights. Dopo essere stato inviato per tre volte in Afghanistan, firmò un contratto con i Philadelphia Eagles il 5 maggio 2014, dopo essersi messo in luce in un provino regionale. Svincolato da Philadelphia, il 21 agosto 2014 firmò con i Pittsburgh Steelers.

### Pittsburgh Steelers
Nella sua prima stagione, Villanueva fu tenuto nella squadra di allenamento per affinare le sue doti come tackle e per guadagnare peso. Debuttò come professionista nella prima gara della stagione 2015 contro i New England Patriots, giocando per cinque snap. Concluse la stagione disputando tutte le 16 partite, di cui 10 come titolare. L'anno successivo scese in campo come titolare in tutte le gare e nel 2017 fu convocato per il suo primo Pro Bowl.

### Baltimore Ravens
Il 4 maggio 2021 Villanuea firmò un contratto biennale del valore di 14 milioni di dollari con i Baltimore Ravens.
Il 9 marzo 2022 Villanueva annunciò il proprio ritiro.

## Palmarès
- Convocazioni al Pro Bowl: 2

2017, 2018